# BNIP3L
BNIP3L (англ. BCL2 interacting protein 3 like) – білок, який кодується однойменним геном, розташованим у людей на короткому плечі 8-ї хромосоми. Довжина поліпептидного ланцюга білка становить 219 амінокислот, а молекулярна маса — 23 930.
| 10         |  | 20         |  | 30         |  | 40         |  | 50         |
| ---------- |  | ---------- |  | ---------- |  | ---------- |  | ---------- |
| MSSHLVEPPP |  | PLHNNNNNCE |  | ENEQSLPPPA |  | GLNSSWVELP |  | MNSSNGNDNG |
| NGKNGGLEHV |  | PSSSSIHNGD |  | MEKILLDAQH |  | ESGQSSSRGS |  | SHCDSPSPQE |
| DGQIMFDVEM |  | HTSRDHSSQS |  | EEEVVEGEKE |  | VEALKKSADW |  | VSDWSSRPEN |
| IPPKEFHFRH |  | PKRSVSLSMR |  | KSGAMKKGGI |  | FSAEFLKVFI |  | PSLFLSHVLA |
| LGLGIYIGKR |  | LSTPSASTY  |  |            |  |            |  |            |

A: Аланін

C: Цистеїн

D: Аспарагінова кислота

E: Глутамінова кислота

F: Фенілаланін

G: Гліцин

H: Гістидин

I: Ізолейцин

K: Лізин

L: Лейцин

M: Метіонін

N: Аспарагін

P: Пролін

Q: Глутамін

R: Аргінін

S: Серин

T: Треонін

V: Валін

W: Триптофан

Кодований геном білок за функцією належить до фосфопротеїнів. 
Задіяний у таких біологічних процесах, як апоптоз, взаємодія хазяїн-вірус, альтернативний сплайсинг. 
Локалізований у ядрі, мембрані, мітохондрії, ендоплазматичному ретикулумі, зовнішній мембрані мітохондрій.